# Dichochrysa clathrata
Dichochrysa clathrata is een insect uit de familie van de gaasvliegen (Chrysopidae), die tot de orde netvleugeligen (Neuroptera) behoort. 
Dichochrysa clathrata is voor het eerst wetenschappelijk beschreven door Schneider in 1845.